# テルモプラズマ目
テルモプラズマ目（Thermoplasmatales）は、エウリ古細菌 テルモプラズマ綱に属す目の一つ。好気性、好酸性で、多くは細胞壁を持たない。非常に低いpH環境に生息し、全生物中最も好酸性が強いことから超好酸菌と呼ばれることもある。

## 性質
強酸性の噴気孔や産業廃材などによく分布する。非常に強い好酸性を示し、その至適生育pHは0.7～3の範囲にある。生育範囲は概ねpH0-4の範囲にあるものが多い。好熱性は比較的低く、メタン菌、高度好塩菌を除く既知の古細菌としては最も低い温度に成育することができ、Ferroplasmaの一部は定義上、常温菌に含まれる。
生育環境以外の特徴としては、DNA結合タンパクとしてヒストンを持たず細菌型のHUタンパクを所持していること、ピクロフィルス科を除いて細胞壁を持たず細胞融合性を持つことなどがある。偏性好気性の従属栄養生物が多いが、最終電子受容体として硫黄を利用できるもの（Thermoplasma）、第一鉄を酸化して独立栄養的に増殖できるもの（Ferroplasma）もいる。細胞壁を欠くため形態と大きさは非常に多様性に富んでいる。鞭毛はThermoplasmaは持つが、持たないものもいる。
この他いくつかの未培養系統が知られている。2006年には酸性熱水域からDHVE2系統が培養され、暫定的に"Aciduliprofundum boonei"と命名された。

## 分類
- テルモプラズマ目/Thermoplasmatales
  - 未分類
    - Thermogymnomonas
      - Thermogymnomonas acidicola

  - フェロプラズマ科/Ferroplasmaceae
    - Ferroplasma
      - Ferroplasma acidiphilum

    - Acidiplasma
      - Acidiplasma aeolicum - A. cupricumulans

  - ピクロフィルス科/Picrophilaceae
    - Picrophilus
      - Picrophilus oshimae - P. torridus

  - テルモプラズマ科/Thermoplasmaceae
    - Thermoplasma
      - Thermoplasma acidophilum - T. volcanium

  - クニクリプラズマ科/Cuniculiplasmataceae
    - Cuniculiplasma
      - Cuniculiplasma divulgatum
- DHVEG I 系統
  - "Aciduliprofundum boonei"[DHVE2]